# Tápiószecső
Tápiószecső là một làng thuộc hạt Pest, Hungary. Làng này có diện tích 38,38 km², dân số năm 2010 là 6442 người, mật độ 168 người/km².